# (9580) Tarumi
(9580) Tarumi ist ein Asteroid des Hauptgürtels. Er wurde am 4. Oktober 1989 durch die japanischen Astronomen Kōyō Kawanishi und Toshirō Nomura am Minami-Oda-Observatorium (IAU-Code 675) entdeckt.
Benannt ist er nach dem Stadtbezirk Tarumi in Kōbe, in dem der zweite Entdecker lebt.